# IJslands kampioenschap wielrennen op de weg
Het IJslands kampioenschap wielrennen op de weg is in de vier onderdelen wegwedstrijd en individuele tijdrit bij zowel de mannen als de vrouwen een jaarlijkse georganiseerde wielerwedstrijd waarin om de nationale titel van IJsland wordt gestreden. De kampioen mag een jaar lang rijden in een trui in de kleuren van de Vlag van IJsland in de categorie waarin de trui is behaald.

## Mannen

### Wegwedstrijd
| Jaar | Kampioen                     | Tweede               | Derde                  |
| ---- | ---------------------------- | -------------------- | ---------------------- |
| 2008 | Hafsteinn Geirsson           | Árni Már Jónsson     | Hákon Hrafn Sigurðsson |
| 2009 | Hafsteinn Geirsson           | Davíð þór Sigurðsson | Pálmar Kristmundsson   |
| 2010 | Davíð þór Sigurðsson         | Hafsteinn Geirsson   | Kári Brynjólfsson      |
| 2011 | Hafsteinn Geirsson           | Kári Brynjólfsson    | Árni Már Jónsson       |
| 2012 | Davíð þór Sigurðsson         | Miroslaw Adam Zyrek  | Hafsteinn Geirsson     |
| 2013 | Ingvar Ómarsson              | Hafsteinn Geirsson   | Árni Már Jónsson       |
| 2014 | Ingvar Ómarsson              | Hafsteinn Geirsson   | Óskar Ómarsson         |
| 2015 | Ingvar Ómarsson              | Miroslaw Adam Zyrek  | Óskar Ómarsson         |
| 2016 | Guðmundur Róbert Guðmundsson | Rúnar Örn Ágústsson  | Rúnar Karl Elfarsson   |
| 2017 | Anton Örn Elfarsson          | Óskar Ómarsson       | Hafsteinn Geirsson     |
| 2018 | Ingvar Ómarsson              | Hafsteinn Geirsson   | Birkir Snær Ingvason   |
| 2019 | Birkir Snær Ingvason         | Ingvar Ómarsson      | Hafsteinn Geirsson     |
| 2020 | Hafsteinn Geirsson           | Birkir Snær Ingvason | GuðMundur Sveinsson    |
| 2021 | Ingvar Ómarsson              | Óskar Ómarsson       | Eyjolfur Gudgeirsson   |
| 2022 | Ingvar Ómarsson              | Hafsteinn Geirsson   | Thorbergur Jónsson     |
| 2023 | Ingvar Ómarsson              | Kristinn Jonsson     | Hafsteinn Geirsson     |
| 2024 | Kristinn Jonsson             | Hafsteinn Geirsson   | Davíð Jónsson          |

### Tijdrit
| Jaar | Kampioen                  | Tweede                    | Derde                   |
| ---- | ------------------------- | ------------------------- | ----------------------- |
| 2007 | Haukur Jónsson            | Helgi Berg FriðÞjófsson   | Gretár Ólafsson         |
| 2008 | Hafsteinn Geirsson        | Gunnlaugur Jónasson       | Árni Már Jónsson        |
| 2009 | Hafsteinn Geirsson        | Gunnlaugur Jónasson       | Árni Már Jónsson        |
| 2010 | Gunnlaugur Jónasson       | Pétur Þór Ragnarsson      | Hafsteinn Geirsson      |
| 2011 | Hafsteinn Geirsson        | Hákon Hrafn Sigurðsson    | Kári Brynjólfsson       |
| 2012 | Hákon Hrafn Sigurðsson    | Hafsteinn Geirsson        | Emil Tumi Viglundsson   |
| 2013 | Hafsteinn Geirsson        | Hákon Hrafn Sigurðsson]   | Árni Már Jónsson        |
| 2014 | Hákon Hrafn Sigurðsson    | Hafsteinn Geirsson        | Ingvar Ómarsson         |
| 2015 | Hákon Hrafn Sigurðsson    | Bjarni Garðar Nicolaisson | Viðr Bragi þorsteinsson |
| 2016 | Bjarni Garðar Nicolaisson | Hákon Hrafn Sigurðsson    | Óskar Ómarsson          |
| 2017 | Hákon Hrafn Sigurðsson    | Rúnar Örn Ágústsson       | Hafsteinn Geirsson      |
| 2018 | Rúnar Örn Agustsson       | Ingvar Ómarsson           | Hafsteinn Geirsson      |
| 2019 | Ingvar Ómarsson           | Rúnar Örn Agustsson       | Hákon Hrafn Sigurðsson  |
| 2020 | Ingvar Ómarsson           | Rúnar Örn Agustsson       | Hákon Hrafn Sigurðsson  |
| 2021 | Rúnar Örn Agustsson       | Ingvar Ómarsson           | Hákon Hrafn Sigurðsson  |
| 2022 | Ingvar Ómarsson           | Eyjolfur Gudgeirsson      | Davíð Jónsson           |
| 2023 | Davíð Jónsson             | Ingvar Ómarsson           | Kristinn Jonsson        |
| 2024 | Ingvar Ómarsson           | Kristinn Jonsson          | Þorsteinn Bárðarson     |
| 2025 | Ingvar Ómarsson           | Davíð Jónsson             | Þorsteinn Bárðarson     |

## Vrouwen

### Wegwedstrijd
| Jaar | Kampioen                      | Tweede                    | Derde                         |
| ---- | ----------------------------- | ------------------------- | ----------------------------- |
| 2009 | Eva Margrét Einarsdóttir      | Bryndis Thorsteinsdóttir  | Sigurbjörg Edvardsdóttir      |
| 2010 | Asa Gudny Asgeirsdóttir       | Eva Margrét Einarsdóttir  | Maria Ögn Gudmundsdóttir      |
| 2011 | Karen Axelsdóttir             | Asa Gudny Asgeirsdóttir   | Maria Ögn Gudmundsdóttir      |
| 2012 | Birna Bjornsdóttir            | Maria Ögn Gudmundsdóttir  | Asa Gudny Asgeirsdóttir       |
| 2013 | Maria Ögn Gudmundsdóttir      | Asa Gudny Asgeirsdóttir   | Margrét Pálsdóttir            |
|      |                               |                           |                               |
| 2015 | Bjork Kristjansdóttir         | Maria Ögn Gudmundsdóttir  | Asa Gudny Asgeirsdóttir       |
| 2016 | Evgenia Ilyinskaya            | Asa Gudny Asgeirsdóttir   | Erla Sigurlaug Sigurdardóttir |
| 2017 | Erla Sigurlaug Sigurdardóttir | Asa Gudny Asgeirsdóttir   | Agusta Edda Bjornsdóttir      |
| 2018 | Agusta Edda Bjornsdóttir      | Bríet Kristý Gunnardóttir | Kristrun Lilja Juliuasdóttir  |
| 2019 | Agusta Edda Bjornsdóttir      | Bríet Kristý Gunnardóttir | Hafdís Sigurddóttir           |
| 2020 | Agusta Edda Bjornsdóttir      | Hafdís Sigurðdóttir       | Bríet Kristý Gunnardóttir     |
| 2021 | Silja Jóhannesdóttir          | Hafdís Sigurðdóttir       | Elín Björg Björndóttir        |
| 2022 | Hafdís Sigurðdóttir           | Agusta Edda Bjornsdóttir  | Silja Rúnarsdóttir            |
| 2023 | Hafdís Sigurðdóttir           | Silja Jóhannesdóttir      | Agusta Edda Bjornsdóttir      |
| 2024 | Hafdís Sigurðdóttir           | Silja Jóhannesdóttir      | Agusta Edda Bjornsdóttir      |

### Tijdrit
| Jaar | Kampioen                  | Tweede                     | Derde                      |
| ---- | ------------------------- | -------------------------- | -------------------------- |
| 2008 | Karen Axelsdóttir         | Bryndis Thorsteinsdóttir   | Stefanie Gregersen         |
| 2009 | Karen Axelsdóttir         | Maria Ögn Gudmundsdóttir   | Lara Bryndis Eggertsdóttir |
| 2010 | Asdis Kristjansdóttir     | Maria Ögn Gudmundsdóttir   | Asa Gudny Asgeirsdóttir    |
| 2011 | Karen Axelsdóttir         | Maria Ögn Gudmundsdóttir   | Asa Asgeirsdóttir          |
| 2012 | Birna Bjornsdóttir        | Maria Ögn Gudmundsdóttir   | Alma Maria Rögnvaldsdóttir |
| 2013 | Birna Bjornsdóttir        | Maria Ögn Gudmundsdóttir   | Alma Maria Rögnvaldsdóttir |
|      |                           |                            |                            |
| 2015 | Birna Bjornsdóttir        | Alma Maria Rögnvaldsdóttir | Margrét Pálsdóttir         |
| 2016 | Birna Bjornsdóttir        | Margrét Pálsdóttir         | Björk Kristjansdóttir      |
| 2017 | Agusta Edda Bjornsdóttir  | Rannveig Anna Guicharnaud  | Margrét Pálsdóttir         |
| 2018 | Rannveig Anna Guicharnaud | Agusta Edda Bjornsdóttir   | Kristin Edda Sveinsdóttir  |
| 2019 | Agusta Edda Bjornsdóttir  | Rannveig Anna Guicharnaud  | Margrét Pálsdóttir         |
| 2020 | Agusta Edda Bjornsdóttir  | Rannveig Anna Guicharnaud  | Margrét Pálsdóttir         |
| 2021 | Agusta Edda Bjornsdóttir  | Margrét Pálsdóttir         | Rannveig Anna Guicharnaud  |
| 2022 | Hafdís Sigurddóttir       | Silja Rúnarsdóttir         | Agusta Edda Bjornsdóttir   |
| 2023 | Hafdís Sigurddóttir       | Kristin Edda Sveinsdóttir  | Katrin Pálsdóttir          |
| 2024 | Hafdís Sigurddóttir       | Bríet Kristý Gunnarsdóttir | Kristin Edda Sveinsdóttir  |
| 2025 | Hafdís Sigurddóttir       | Bríet Kristý Gunnarsdóttir | Sara Árnadóttir            |